# Michel-Jean Amelot de Gournay
Michel-Jean Amelot, markiz de Gournay (ur. 1655, zm. 1724) – francuski dyplomata.
Prowadził misje dyplomatyczne do Wenecji (1682), Szwajcarii (1685) i Portugalii (1688-1698). W latach 1705-09 ambasador w Hiszpanii. Główny minister hiszpański Jean Orry zaangażował go w pracę nad reformą hiszpańskiej administracji. Po powrocie od Paryża doradzał regentowi (Filip II Burbon-Orleański) w sprawach handlowych. Od 1715 reprezentant Francji przy Stolicy Apostolskiej.
Był francuskim reprezentantem na serii spotkań, które miały rozstrzygnąć spór terytorialny pomiędzy Wiktorem Amadeuszem II a księciem Monako Antoniem I Grimaldim powstały w wyniku postanowień pokoju Utrechckiego. Ugoda została podpisana 21 czerwca 1714 w Paryżu. Wielką Brytanię na spotkaniach reprezentował Matthew Prior.
W 1716 Amelot został prezesem rady handlowej (président du Conseil de Commerce). Ekonomista Jacques Savary des Bruslons dedykował mu swój Dictionnnaire universel de commerce (1723).